# Burg Schöneck (Vogtland)
Die Burg Schöneck ist eine abgegangene im Hochmittelalter gegründete Höhenburg des niederen Adels in der Stadt Schöneck im Vogtlandkreis im Freistaat Sachsen.

## Lage
Die Burg wurde ab ca. 1180 auf dem Bergsporn des 734 m hohen Alten Söll, eines Grauwackenquarzitfelsens, direkt im heutigen Zentrum der Stadt Schöneck errichtet. Teile der Burg befanden sich auch auf dem anliegenden Bergkamm.

## Geschichte der Burg

### 1180–1400
Die wahrscheinliche Besiedelung – Anfänge von Ort und Burg – wird auf 1180 bis 1200 gelegt. Eine erste schriftliche Erwähnung nennt Albertus de Schoenegge 1225 als Besitzer von Burg und Ort. Er kann nicht lange Besitzer geblieben sein, denn schon 1327 trägt der Vogt Heinrich der Ältere von Plauen seine Herrschaft dem König Johann von Böhmen zu Lehen auf. Neben anderen Ortschaften kommt damit auch Schöneck zur Krone Böhmens.
Knapp fünfzig Jahre später, im Jahr 1370, erhebt Karl IV. Schöneck zur Stadt und verleiht ihr die gleichen Rechte, wie sie die Stadt Elbogen in Böhmen besitzt. Vom selben Jahr datiert der Nachweis, dass die Schönecker Thosse die Burgherrschaft besitzen, denn es wird berichtet, dass einer seiner fünf Söhne den Ort Schilbach (heute Ortsteil von Schöneck) erhält und dort das Rittergut Schilbach errichtet. 1397 bestellt König Wenzel IV. den Grafen Günter von Schwarzburg zum Amtmann der Schlösser und Orte Schöneck, Mylau, Stollberg und Schönbach.

### 15. Jahrhundert
Ab 1422 verpfändet König Sigismund die Schlösser Schöneck, Mylau, Stollberg, Gattendorf und Sparnberg mit allen ihren Zugehörungen für 90.000 Gulden an die Wettiner. Burg und Gebiet wechseln damit von Böhmen nach Sachsen. Die Freiheiten und Rechte von Schöneck werden jetzt und auch in Zukunft nicht angetastet und immer wieder bestätigt.
1430 verpfändet Kurfürst Friedrich und Herzog Sigismund von Sachsen Schloss, Amt und die Vogtei Schöneck und Schönbach für 1500 Gulden an die Gebrüder von Wolffersdorff.
Nur sieben Jahre später, 1437, erhält der erste bürgerliche Kanzler des Heiligen Römischen Reichs Kaspar Schlick, Burggraf zu Eger und Elbogen (heute Loket), für die Pfandsumme von 3000 Gulden, die er für die Wettiner an Kaiser Sigismund bezahlt, das Schloss Schöneck mit allem Zubehör. Das Ganze zunächst pfandweise, wird es später als rechtes Erbe und Lehen ihm zuerkannt. 1466 erhalten seine Nachfolger Burg und Zubehör als Gesamtlehen von den sächsischen Kurfürsten zugesprochen. Der nochmals 1487 erwähnte Nachfahre Wenzel (Wenzlaw) Schlick verkauft das Schloss Schöneck „mit allen Zugehörungen“ 1499 an Hans von Scheuben aus Eger. Dabei gibt es Kaufstreitigkeiten, denn Schlick hat das Schloss an zwei Interessenten verkauft.

### Ab 1500
35 Jahre später (1534) verkauften die Vormünder Adams von Scheuben für ihr Mündel die Herrschaft Schöneck, bestehend aus Schloss, Gut und Städtchen, wahrscheinlich an Johann von Sachsen, albertinische Linie. Dies ist nicht in Einklang mit der Informationstafel und der Stadtinfo, wonach der Verkauf an die ernestinische Linie ging, und zwar an Kurfürst Johann. Dieser starb aber schon 1532.
Im Schmalkaldischen Krieg wird Stadt und Burg 1546 von den kaiserlichen Truppen eingenommen und verwüstet. Drei Jahre später veräußert der böhmische König Ferdinand seinem Kanzler Heinrich von Plauen zum Dank für die im Schmalkaldischen Krieg geleisteten Dienste u. a. Schloss und Stadt Schöneck. 1559 verpfändet Heinrich von Plauen die Ämter Plauen, Voigtsberg und Pausa (zu denen Stadt und Burg Schöneck gehören) dem Kurfürsten August von Sachsen für 60.000 Gulden. 1563 wird die Verpfändung verlängert, diesmal an die albertinische Linie. Später übernimmt der Kurfürst die volle Verantwortung. Das Pfand wird jedoch niemals eingelöst. Schöneck gehört damit wieder zu Sachsen.
Die leidvolle Verpfändung und die ständigen Herrschaftswechsel haben die Burg ruiniert. 1580 werden Teile der Unterburg abgetragen. Es entsteht dafür ein kurfürstliches Jagdschloss.
Im Dreißigjährigen Krieg werden Burg und Stadt hart getroffen. 1632 plündern die Truppen unter General Heinrich von Holk die Stadt, zerstören die Burganlage und brennen den Ort nieder.
Mehr als 100 Jahre später im Siebenjährigen Krieg ist österreichisches Militär 1761 in Schöneck einquartiert. Dabei entsteht durch Fahrlässigkeit der Soldaten ein Brand, der große Teile der Stadt vernichtet und auch die Burgreste betrifft. Vier Jahre später werden die letzten Reste des Schlosses, der alte Bergfried, abgetragen. Die Steine werden zum Wiederaufbau der Stadt verwendet.
Am 3. Dezember 1970 wurde das Burgareal als Bodendenkmal „Alter Söll“ eingetragen. Bis 1983 hatte es laut Volkmar Geupel keine Funde hier gegeben.
Bei von 1985 bis 1986 durchgeführten Ausgrabungen durch Archäologen des Städtischen Museums Zwickau am heutigen Naturdenkmal Alter Söll konnten die Grundmauern des Berggebäudes und Tonscherben aus dem 13. und 14. Jahrhundert freigelegt werden. Diese sind im Heimatmuseum der Stadt ausgestellt.

## Heutige Nutzung
Bei Arbeiten auf dem Burgfelsen konnten Mauern der ehemaligen Anlage freigelegt und konserviert werden, ansonsten ist von der ehemaligen Wehranlage nichts mehr vorhanden. Der Felssporn Mitten im Stadtgebiet gewährt einen grandiosen Ausblick über die Hügel und Gebirgslandschaften des Vogtlandes ins Erzgebirge, man erkennt das Elstergebirge, das Fichtelgebirge und den Thüringer Wald. Etwa 2000 Quadratkilometer können bei guter Sicht eingesehen werden.
Das Schönecker Heimatmuseum informiert über die Stadtgeschichte. Ebenfalls zu sehen sind wertvolle Ausgrabungsfunde der Burg.
Am Fuße des Felsens Alter Söll gibt es den Burgenabenteuerspielplatz „Burg Schöneck“ für die kleinen Besucher der Stadt.

## Beschreibung
Es ist nur wenig über die Burg und ihren Aufbau nachgewiesen. Auf einer Zeichnung von 1628 des Oberlandbaumeisters Wilhelm Dilich ist der große, zentral gelegene, alles überragende Burgfried, des Weiteren ein Wehrturm an der Burgmauer Richtung Altes Rathaus und Kirche St. Georg und zwischen diesen ein Haupthaus zu sehen. Die Anlage war den Quellen zufolge in eine Oberburg (der Bergsporn) und eine Unterburg (Bergkamm) unterteilt.

## Sonstiges
Nahe dem vogtländischen Geilsdorf existiert ein mittelalterlicher Burgstall mit dem Namen „Schöneckere“.
Ein Burgstall bei Geilsdorf im Vogtland trägt den Namen „Schöneckere“.